# Harold Norman Moldenke
Harold Norman Moldenke, conhecido simplesmente como Moldenke (1909–1996) foi um botânico taxonomista norte-americano.
Ajudou a descrever e classificar diversas espécies de plantas brasileiras e de outros tantos lugares.
Estudou principalmente plantas das famílias Eriocaulaceae, Verbenaceae, Avicenniaceae, Stilbaceae, Dicrastylidaceae, Symphoremaceae e Nyctanthaceae.